# Oligoplites saurus
Oligoplites saurus är en fiskart som först beskrevs av Bloch och Schneider, 1801.  Oligoplites saurus ingår i släktet Oligoplites och familjen taggmakrillfiskar. Inga underarter finns listade i Catalogue of Life.